# Ana Sirulnik
Ana Sirulnik es una pianista, cantante lírica y maestra de canto lírico de Argentina.

## Trayectoria
Egresada del Conservatorio Municipal de Música "Manuel de Falla" y del Conservatorio Nacional de Música "Carlos López Buchardo" en canto y piano respectivamente. Perfeccionó sus estudios con Ángel Mattiello, Jacqueline Ibels, Alfredo Rossi, Irma Urteaga, Jorge Lechner y Guillermo Opitz.  Actuó como solista de cámara, ópera y oratorio en salas de la Ciudad de Buenos Aires y el interior del país, incluyendo el Teatro Colón y el Teatro
Argentino de La Plata.  Comenzó su actividad docente como Maestra de Técnica Vocal en 1976 y desde 1992 hasta 2009 desarrolló su actividad en el Instituto Superior de Arte del Teatro Colón.
Participó en la formación de cantantes destacados como Gabriela Cipriani, Cecilia Díaz, Carina Höxter, Omar Jara, Adriana Mastrángelo, Armando Noguera, Graciela Oddone, Mónica Sardi, Daniela Tabernig,  Rocío Arbizu, Virginia Tola, Juan Vasle, Alejandro Meerapfel, Florencia Machado, entre otros.
En 2009 le otorgan el Diploma al Mérito en la categoría "Pedagogo" de los Premios Konex.
Actualmente es considerada una de las mejores maestras de técnica de canto lírico en Argentina.[cita requerida]